# 秩父太平洋セメント
秩父太平洋セメント株式会社（ちちぶたいへいようセメント）は、太平洋セメント株式会社傘下のセメントメーカー。太平洋セメント秩父工場（旧・秩父セメント秩父第二工場）の規模を縮小・分社化して発足した。

## 事業所所在地
- 本社 - 埼玉県秩父市大字大野原1800
- 秩父工場 - 埼玉県秩父市大字大野原1800
- 三輪鉱業所 - 埼玉県秩父市上影森607
- 叶山鉱業所 - 群馬県多野郡神流町大字神ケ原540-3

## 沿革
- 2000年（平成12年）6月29日 - 会社設立。
- 2000年（平成12年）12月11日 - 太平洋セメントより秩父工場・鉱山を継承し、営業開始。

## 秩父工場
石灰石の大鉱床として知られる武甲山のふもとの地に、渋沢栄一や諸井恒平（共に現在の埼玉県出身）らが中心となって「秩父セメント」を創業したのは1923年（大正12年）である。元々の工場は秩父市の中心市街地に近いところにあったが、朝鮮戦争勃発による特需を受け、生産力を増強するため、別の敷地に新しい工場を建てる計画が持ち上がる。
秩父セメント第2工場、現在の秩父太平洋セメント秩父工場は、当時東京工業大学の教授だった谷口吉郎が基本設計を行った。谷口はそれまで、東京工業大学水力実験室（1932年）や慶應義塾の校舎（1949年）などの作品を手がけていたが、大学の卒業設計では「製鉄工場」を題材にしていた。それだけに、本格的な工場設計の機会を得て大いに意気込み、生産性の高さのほか安全と衛生の面からも優れ、しかも美しさを兼ね備えた、理想の工場を実現しようとしたという。実施設計には日建設計工務（現・日建設計）が当たり、1956年（昭和31年）に竣工した。
秩父セメントは、1990年代に進んだセメント業界の再編により、小野田セメント、日本セメントと次々と合併を果たし、太平洋セメントとなった。その後、2000年（平成12年）に太平洋セメントの子会社として秩父太平洋セメントが設立された。同時期に秩父セメントの第1工場が操業を停止。その結果、秩父セメント第2工場は現在、秩父太平洋セメント秩父工場と名前を変えている。
この工場施設は、美しく分割された壁面、敷地中央を貫く幅の広い通路、その両側に、圧倒的なボリュームで建築群が建ち並んでおり、第1期工事の建物に限ってみても、建築面積で1万坪（約3万3,000 m2)）を超え、巨大な建築だが絶妙なボリューム配分と、リズミカルに連続するヴォールト屋根の効果で、単調さを感じなくさせている。このほか特筆されるのが立面の美しさで、谷口作品に共通する縦に長い四角形のパターンで構成される端正なプロポーションによる壁面分割は、スチールサッシ、スレート、レンガ、コンクリート打ちっ放しなど、様々な素材を用いながら、外壁を覆い尽くしている。大規模な建築でありながら、デザインの密度が隅から隅まで保たれているという。